# Life of Brian
Life of Brian («Жизнь Брайана») — шестая серия двенадцатого сезона мультсериала «Гриффины». Премьерный показ состоялся 24 ноября 2013 года на канале FOX. Серия рассказывает о смерти одного из главных персонажей сериала, Брайана Гриффина.

## Сюжет
Серия начинается с того, что Брайан со Стьюи бегают по Куахогу от индейцев на автомобиле. Кое-как отстав от погони, выясняется, что Стьюи с Брайаном отправлялись в прошлое, где первый отдал предкам американцев оружие. В итоге в настоящем мир населяют исключительно индейцы; они же уничтожили всех белокожих. Стьюи говорит, что надо просто отправиться в прошлое и забрать оружие у индейцев обратно, но возвратный блок был поврежден при стрельбе. Тогда Стьюи с Брайаном прокрадываются в свой дом, где находят самих себя — коренных индейцев. Оказалось, что в комнате у Стьюи-индейца есть машина времени и блок возврата. Друзья забирают оружие у предков, однако их чуть не убивают.
Уже дома Стьюи уничтожает машину времени. Вместе с Брайаном он идет на завод по утилизации. Машина времени уничтожена. Брайан говорит, что вокруг так много хороших вещей, которые люди просто так выкидывают. Он замечает лежащие ворота для игры в отличном состоянии, предлагает Стьюи прихватить их с собой.
Брайан со Стьюи готовятся поиграть. Брайан говорит о том, что это здорово, что они теперь займутся чем-то вместе. Стьюи уходит в дом за экипировкой, пока Брайан раскладывает ворота на дороге. Вдруг слышится рев мотора — по дороге на полной скорости несется автомобиль. Стьюи не успевает спасти Брайана от машины: он задавлен. Все Гриффины в ужасе едут в поликлинику, но врач говорит, что раны Брайана не совместимы с жизнью. Доктор советует семье проститься с ним. Брайан успевает произнести последние слова:
```
 «Вы подарили мне чудесную жизнь… Я вас всех очень люблю.»
```

Брайан погибает. Гриффины едут домой. Стьюи думает, что сможет все исправить, заново собрав машину, но ему не удается найти важнейшую деталь. Приходится смириться: Гриффины потеряли Брайана навсегда.
Проходит месяц. За завтраком Гриффины понимают: чтобы заполнить пустоту в душе после смерти Брайана, необходимо завести нового пса. Приехав в магазин, Питер встречает там пса Винни, который ему сразу понравился. В итоге Винни с Гриффинами едет в свой новый дом. Винни — довольно пожилой пес, также ходящий на двух лапах, имеющий итальянский акцент, который также не прочь выпить с Питером. И только Стьюи понимает, что они просто забыли о Брайане. Сидя на кухне, Винни слышит, как Стьюи плачет на заднем дворе. Между героями завязывается разговор. Стьюи говорит, что Брайан был для него лучшим другом, и он никогда не забудет о нём; потерять лучшего друга в возрасте Стьюи — очень страшно. Винни успокаивает Стьюи, рассказывая свою историю. Стьюи становится легче, Винни остается спать со Стьюи в его комнате.

## Создание
Было проведено интервью с продюсером и сценаристом сериала «Гриффины» Стивом Каллахэном по поводу шокировавшей всех 6-й серии 12 сезона.
На вопрос журналистов о том, что их привело к такому критическому решению для сериала, Стив Каллахэн ответил: «Ну, эта идея была озвучена в комнате сценаристов, и она в своем роде зажгла нас, и мы подумали, что это могло бы стать интересным способом встряхнуть сюжет. Как только возникла эта идея, мы стали обсуждать, какими могут быть последующие несколько эпизодов и были очень воодушевлены тем, как эта перемена может повлиять на семейную динамику и на персонажей.»
Был задан также вопрос, почему именно Брайан должен был погибнуть в эпизоде, ведь он, казалось бы, любимец сериала. Стив ответил: «Это казалось более реалистичным, что собаку может сбить машина, чем одного из детей. Как сильно мы ни любим Брайана, и как сильно все ни любят своих питомцев, мы подумали, что потеря одного из детей была бы более травмирующей, чем потеря домашнего питомца.»

Также Стиву был задан вопрос о личности нового персонажа, пса Винни. Как выяснилось, Винни — полная противоположность Брайану по характеру. Предполагается, что «…Винни — это скорее неотесанный парень.»

## Расхождения и несовпадения

В данном ещё не вышедшем эпизоде (на тот момент) Брайан играет роль Волка в сказке

- Новость немедленно стала весьма популярной во всем интернете. Так, например, интернет издательство Афиша Mail.ru разместила новость на своем портале о смерти одного из главных персонажей сериала[2].
- Тем не менее, внимательные зрители смогли найти некоторые несовпадения. Так, например, для Брайана Гриффина в настоящем сезоне сериала прописаны, как минимум, ещё две серии с его участием в главной роли: «Brian’s a Bad Father»[3], «Brian the Closer»[4].
- Фанаты создали петицию в поддержку Брайана Гриффина. В ней люди призывают авторов сериала немедленно вернуть персонажа обратно в сериал[5].
- Также был найден постер с ещё не вышедшим эпизодом, в котором Брайан должен играть роль Волка по сказке «Красная шапочка». Стьюи же в данном эпизоде должен играть непосредственно Красную Шапочку.
- Ещё одним аргументом в пользу того, что Брайан Гриффин должен быть в последующих эпизодах, является проморолик сезона, в котором имеются моменты, ещё не вышедшие на экраны. В этих вставках участвует Брайан[6].

## Культурные отсылки
- Уничтожение машины времени немного напоминает сцену из фильма «Назад в будущее». Брайан, также как и Марти МакФлай, говорит после уничтожения: «Вот и всё».
- У Стьюи в основе машины времени также, как и в ДеЛориан, есть конденсатор потока, деталь для которой он пытался купить на чёрном рынке.
- На Президентских выборах 1920 года женщины устраивают бой подушками под «Girls Just Want to Have Fun» Синди Лопер.
- Название серии является отсылкой к комедийному фильму «Житие Брайана по Монти Пайтону» (Monty Python’s Life of Brian).
- Брайан вернется в сериал в эпизоде «Christmas Guy», где Стьюи встретит самого себя из этой серии в магазине игрушек.

## Критика
Специалисты из A.V. Club дали эпизоду высокую оценку, A-, поясняя: «…смерть Брайана была действительно очень острым моментом сериала…». Он также отметил, что смерть героя описана достаточно строго и серьёзно.